# I liga urugwajska w piłce nożnej (1961)
- Mistrz Urugwaju 1961: CA Peñarol
- Wicemistrz Urugwaju 1961: Club Nacional de Football
- Copa Libertadores 1962: CA Peñarol, Club Nacional de Football
- Spadek do drugiej ligi: Montevideo Wanderers
- Awans z drugiej ligi: Central Montevideo

Mistrzostwa Urugwaju w roku 1961 były mistrzostwami rozgrywanymi według systemu, w którym wszystkie kluby rozgrywały ze sobą mecze każdy z każdym u siebie i na wyjeździe, a o tytule mistrza i dalszej kolejności decydowała końcowa tabela.

## Primera División

### Końcowa tabela sezonu 1961
| Poz | Klub                      | Mecze | Zw | Rem | Por | Pkt | BrZd | BrStr |
| --- | ------------------------- | ----- | -- | --- | --- | --- | ---- | ----- |
| 1   | CA Peñarol                | 18    | 13 | 4   | 1   | 30  | 51   | 22    |
| 2   | Club Nacional de Football | 18    | 13 | 1   | 4   | 27  | 39   | 16    |
| 3   | Defensor Sporting         | 18    | 9  | 5   | 4   | 23  | 35   | 27    |
| 4   | Danubio FC                | 18    | 6  | 5   | 7   | 17  | 25   | 31    |
| 5   | CA Cerro                  | 18    | 3  | 10  | 5   | 16  | 24   | 26    |
| 6   | Racing Montevideo         | 18    | 5  | 5   | 8   | 15  | 30   | 45    |
| 7   | Rampla Juniors            | 18    | 6  | 3   | 9   | 15  | 25   | 28    |
| 8   | Liverpool Montevideo      | 18    | 3  | 8   | 7   | 14  | 23   | 30    |
| 9   | Montevideo Wanderers      | 18    | 3  | 6   | 9   | 12  | 23   | 35    |
| 10  | Fénix Montevideo          | 18    | 3  | 5   | 10  | 11  | 26   | 41    |

### Klasyfikacja strzelców bramek
| Gole | Piłkarz         | Klub       |
| ---- | --------------- | ---------- |
| 18   | Alberto Spencer | CA Peñarol |